# Endostemon
Endostemon es un género de plantas con flores perteneciente a la familia Lamiaceae. Es originario de África. Comprende 28 especies descritas y de estas, solo 20 aceptadas.

## Taxonomía
El género fue descrito por Nicholas Edward Brown y publicado en Flora Capensis 5(1): 295. 1910. La especie tipo es: Endostemon obtusifolius

## Especies aceptadas
A continuación se brinda un listado de las especies del género Endostemon aceptadas hasta septiembre de 2014, ordenadas alfabéticamente. Para cada una se indica el nombre binomial seguido del autor, abreviado según las convenciones y usos.
- Endostemon albus
- Endostemon camporus
- Endostemon ctenoneurus
- Endostemon glandulosus
- Endostemon gracilis
- Endostemon kelleri
- Endostemon leucosphaerus
- Endostemon membranaceus
- Endostemon obbiadensis
- Endostemon obtusifolius
- Endostemon retinervis
- Endostemon scabridus
- Endostemon tenuiflorus
- Endostemon tereticaulis
- Endostemon tomentosus
- Endostemon tuberifer
- Endostemon usambarensis
- Endostemon villosus
- Endostemon viscosus
- Endostemon wakefieldii